# Вогнетривка цегла
Вогнетривка цегла — вид цегли, основними властивостями якої є термостійкість та підвищена міцність.

## Загальний опис
Застосовується в приватному будівництві і в промисловості. Вироби вогнетривкі, стійкі за своєю природою до високих температур, використовуються для спорудження та ремонту печей, доменних печей, металургійних об'єктів, котлів, котелень, жаровень, камінів, коксових батарей, що вимагають збереження тепла і стійкості до підвищених температур. Виготовляють вогнетривку цеглу різної якості, яка відповідає потребам цементної промисловості, керамічної, сталеливарної, металургійної, будівельної тощо.
У приватному будівництві вогнетривка цегла використовується для зведення:
1. Доменних печей;
2. Камінів;
3. Груб;
4. Барбекю;
5. Тандирів;
6. Димоходів;
7. Димових труб;
8. Топок.

У промисловості вогнетривку цеглу використовують:
1. Металургійна промисловість;
2. Цукрові заводи;
3. Склодувне виробництво;
4. Хімічна промисловість;
5. Виробництво порцеляни;
6. Теплоенергетика.

При цьому в промислових теплових агрегатах жаростійкою цеглою викладають:
1. Склепіння;
2. Пороги печей різних габаритів (де згоряє пилоподібне паливо, нафта, горючі гази);
3. Трубопроводи.

## Особливості виробництва
Вогнетривку цеглу виготовляють з глини, змішаної з шамотним порошком, коксовими або графітовими порошками або зернами кварцу. Залежно від складу і фізико-технічних характеристик виділяють чотири основні види вогнетривкої цегли:
1. Кварцова.
2. Шамотна.
3. Вуглецева.
4. Основна.

Ті чи інші добавки, які входять до складу цих видів жаростійкої цегли, будуть впливати не тільки на температуру, якій здатні протистояти ці вироби, а й на хімічні властивості.

## Кварцова цегла
Цей виріб не здатен протистояти впливу лугів, кислот, окисів заліза і вапна. Відповідно, застосовується така [цегла] тільки в печах і теплових агрегатах, де відбувається контакт тільки з полум'ям або металами. Такою цеглою викладають склепіння відбивних печей або камінів.
Виріб характеризується однорідним складом, порожнини відсутні. Кварц у складі цегли цементується невеликою кількістю глини, що дозволяє порівнювати кварцову цеглу за своїми характеристиками і властивостями з натуральним пісковиком.

## Шамотна цегла
До складу шамотної цегли входить велика кількість обпаленої глини. Це дозволяє виробу легко переносити вплив кислот, лугів, швидких перепадів температур і нагріву до 1300 градусів за Цельсієм.

## Основна цегла
Цей будматеріал отримав свою назву від хімічного терміна «основа», тобто луг. Єдиним компонентом у складі даного виробу є вапняно-магнезіальна маса, що володіє підвищеною термостійкістю. Основна цегла використовується в основному у виробництві (видобуток бесемерівської сталі, металургія та ін.).

## Вуглецева цегла
Цей вид вогнетривкої цегли знайшов собі застосування в промислових галузях. У складі цегли — пресований графіт або кокс. Вона також прекрасно підходить для димоходів і доменних печей.
Переваги вогнетривкої цегли в порівнянні з іншими видами
Основні переваги вогнетривкої цегли, це:
1. Низька теплопровідність;
2. Високий рівень термостійкості;
3. Високий показник жаростійкості;
4. Висока міцність;
5. Матеріал є пожежобезпечним;
6. Виріб витримує до 150 циклів розжарювання й остигання;
7. Прекрасна зносостійкість;
8. Тривалий експлуатаційний термін.
9. Матеріал екологічний і не містить хімічних домішок. Отже, він не шкодить екології і здоров'ю людей.

## Якість
Ознакою якісної цегли є жовтий колір і зерниста основа. Існує також темніших відтінків. Якість можна перевірити, простукуючи по поверхні кулаком. Дзвінкий звук каже про високу якість цегли, глухий — про погану. Добре обпалена цегла розбивається на великі шматки, погано обпалена — кришиться. Значний вбір вологи свідчить про погане обпалення.